# Мария Бистрица
Мария Бистрица (на хърватски: Marija Bistrica) е град в Северна Хърватия в историческата област Загорие на 20 км северно от столицата Загреб. Градът е най-големият поклоннически център в страната, посещаван ежегодно от стотици хиляди туристи.

## История
Мария Бистрица се споменава за първи път в историческите извори през 1209 г. като владение на унгарския крал Андраш II. Първите сведения за изградената тук църква на Св. Петър и Павел датират от 1334 г. Едно местно предание разказва, че през 1545 г. свещеникът на селището скрил дървена статуя на Дева Мария с младенеца на тайно място в църквата, за да не попадне тя в ръцете на османците, но тайната за това къде точно е скривалището отнесъл в гроба. Четири десетилетия по-късно през 1588 г. статуята била открита, тъй като излъчвала силно сияние. Оттогава тя е почитана като чудотворна и огромно множество поклонници се стичат всяка година в храма, за да се поклонят пред нея и да се помолят за изцеление.
През 1710 г. хърватският парламент взима решение да отпусне финансови средства за нов олтар на църквата и такъв е поставен пет години по-късно. През 1731 г. църквата е разширена и преосветена в чест на Св. Дева Мария, а през 1750 г. папа Бенедикт XIV включва Мария Бистрица в списъка на богородичните свети места като предоставя индулгенции на поклонниците, които я посещават.
Между 1879 и 1882 г. е изградена нова сграда за църквата в стил неоренесанс, а около нея са издигнати аркади. През 1923 г. църквата получава почетен статус на малка базилика от папа Пий XI.
На 3 октомври 1998 г. църквата е посетена от папа Йоан Павел II като той лично обявява хърватския архиепископ Алоизие Степинац за блажен.

## Население
Според преброяването от 2001 г. община Мария Бистрица наброява 6612 жители, от които 98,87 % са хървати, а само в рамките на града живеят 1107 жители.

## Традиции
В Мария Бистрица до наши дни са запазени голям брой стари занаяти – грънчарство, ковачество, изработване на лицитари и дървени детски играчки, както и различни религиозни символи от дърво като Христови разпятия, статуетки на Дева Мария и др.